# Vladímir Meshcherski
El Príncipe Vladímir Petróvich Mescherski (11 de enero de 1839 -23 de julio de 1914) fue un periodista y novelista ruso.
Era nieto del historiador Nikolái Karamzín.
Meshcherski era editor de Grazhdanín («El ciudadano»), un periódico tradicionalista conservador que recibía subsidios de las autoridades imperiales. También contribuyó a los periódicos El mensajero ruso y Moskóvskie Védomosti («Noticias de Moscú»). Fue autor de diversas novelas y memorias.
Era amigo del compositor Piotr Ilich Chaikovski y adquirió una cierta fama de Don Juan homosexual. Sus valedores, los zares Alejandro III y Nicolás II, lo protegieron de una deshonra pública. Mescherski era invitado habitual en el palacio imperial y en una ocasión fue pillado in fraganti en los jardines con un soldado de la guardia; el zar Alejandro III en persona se encargó de hacer olvidar el asunto a los testigos y de que se retiraran los cargos.